# Festival de Videojuegos y Cultura Asiática de Sevilla
El Festival de Cultura Asiática y Ocio Digital de Sevilla, conocido también por el nombre abreviado Mangafest, es un evento sobre manga, anime y cultura asiática en general que se celebra anualmente en el Fibes de Sevilla. Se trata de uno de los eventos enfocados a la cultura japonesa más importantes de España junto con el Salón del Manga de Barcelona y el Expomanga de Madrid. Aunque el festival presta especial atención al mundo del videojuego y el cómic, también incluye actividades relacionadas con otras manifestaciones de la cultura asiática, como exhibiciones deportivas de artes marciales. El Festival Cultural Asia Sevilla, con un enfoque más amplio, y la Semana Cultural de Japón en Sevilla, centrada en el país nipón, le sirven de complemento.

## Historia
La primera edición del festival se celebró en 2012. Todas las ediciones se han celebrado en el Palacio de Congresos y Exposiciones de Sevilla. El espacio expositivo se ha ido ampliando con las sucesivas ediciones, así como también lo ha hecho el número de asistentes. A la segunda edición asistieron más de 25.000 personas. En la cuarta edición, celebrada en 2015, hubo que impedir el acceso por alcanzarse el máximo aforo permitido, y en 2016 asistieron alrededor de 45.000 personas. La última edición, celebrada en 2019, contó con más de 80.000 asistentes.

### Ediciones
| Año  | Nombre                                                      | Fecha                    | Lugar                                          | Asistencia | Invitados |
| ---- | ----------------------------------------------------------- | ------------------------ | ---------------------------------------------- | ---------- | --- |
| 2012 | I Festival de Videojuegos y Cultura Japonesa de Sevilla     | 7, 8 y 9 de diciembre    | Palacio de Congresos y Exposiciones de Sevilla |            | Eugenia Arrés, Josué Monchan, Miguel Pascual (Mercury Steam), Irene Díaz y Laura Moreno (Xian Nu Studio), Aula de videojuegos de Sevilla, Estosehunde, Raúl Rubio (Tequila Works), Nieves Gamonal, Jaime Roca, Jorge García Tomé, Nonia de la Gala, Alberto Hidalgo, Ángeles Neira, David Arnáiz y Pablo Muñoz. |
| 2013 | II Festival de Videojuegos y Cultura Japonesa de Sevilla    | 22, 23 y 24 de noviembre | Palacio de Congresos y Exposiciones de Sevilla | 25.000     | |
| 2014 | III Festival de Videojuegos y Cultura Japonesa de Sevilla   | 21, 22 y 23 de noviembre | Palacio de Congresos y Exposiciones de Sevilla |            | |
| 2015 | IV Festival de Videojuegos y Cultura Asiática de Sevilla    | 4, 5 y 6 de diciembre    | Palacio de Congresos y Exposiciones de Sevilla |            | |
| 2016 | V Festival de Videojuegos y Cultura Asiática de Sevilla     | 2, 3 y 4 de diciembre    | Palacio de Congresos y Exposiciones de Sevilla |            | |
| 2017 | VI Festival de Videojuegos y Cultura Asiática de Sevilla    | 1, 2 y 3 de diciembre    | Palacio de Congresos y Exposiciones de Sevilla | 50.000     | Keunam, Hache (HDub), Xenia Ramos, Marina MakeUp y Bely Basarte, entre otros. |
| 2018 | VII Festival de Cultura Asiática y Ocio Digital de Sevilla  | 7, 8 y 9 de diciembre    | Palacio de Congresos y Exposiciones de Sevilla |            | Jordi Cruz, Dariadubs, Gehe, Mario García, iLuTV, Jesús Barreda, Laura Pastor, Alisyuon, Leo Bane, Silvia Sánchez, Keunam y Hermoti, Roberto Santiago, Tacho León, Sarah con Hache, Marc Bernabé, elyas360, angelysaras, Mayuri Kobayashi, Judit Mallol, María José Pan, Dani Parker, JuankiBoom, Jaime Lorente, Sadiq Taiyou, Axel Okami, Harumi Minoru, Jeongsux y Giada Robin (cancelada).                                |
| 2019 | VIII Festival de Cultura Asiática y Ocio Digital de Sevilla | 6, 7 y 8 de diciembre    | Palacio de Congresos y Exposiciones de Sevilla | 80.000     | Vladimir Furdik, Kalathras, Destripando la Historia, El Bleda & Vulvarde, Itslopez, Pablo Domínguez, Beaupeep Cosplay, Hyemin, María Dresden, Silence of Shadows, Pako-Ron, Anhyra Cosplay, Strip Marvel, Claudio Serrano, Taryn Cosplay, Wade Otaku, Rafael de Azcárraga, Mario García, Sisluve, Reaa_art, Jesús Durán, Dayoscript, María Hesse, Salva Espín, Ariann Music, Lola Vendetta, Alfonso Sánchez y Alberto López. |
| 2021 | X Festival de Cultura Asiática y Ocio Digital de Sevilla    | 4, 5 y 6 de diciembre    | Palacio de Congresos y Exposiciones de Sevilla |            | Keunam y Hermoti, Axel Okami, Jesús Durán, Pako-Ron, Aine Berry, Uve Maya, Jackwise Clown y Nyukix. |

## Premios
El festival incluye premios de cosplay, baile, karaoke, fotografía y dibujo.